# Baai van Santiago de Cuba
De Baai van Santiago de Cuba is een baai in de provincie Santiago de Cuba in het zuidoosten van Cuba.

## Ligging
De baai dringt ver door in het eiland en staat in verbinding met de Caribische Zee via een smalle opening van zo'n 200 meter breed.
De baai heeft een oppervlakte van 12 km² en is maximaal 8,5 km lang in een noord-zuid richting. De kustlengte is 41 km lang en gemiddeld is de baai 9 meter diep. Vanwege het gesloten karakter van de baai is de uitwisseling van water met de Caribische Zee gering. De watertemperatuur in de baai is mede daardoor hoger dan op volle zee.
Er monden vier kleine rivieren uit in de baai, Cobre, Guaos, Yarayó en Trocha.

## Geschiedenis
De baai werd in 1494 ontdekt door Christoffel Columbus tijdens zijn tweede reis. In 1514 stichtte Diego Velázquez de Cuéllar aan de kust de stad Santiago de Cuba. De baai, omgeven door de bergen van de Sierra Maestra, bood bescherming voor de voornamelijk Spaanse schepen. Hier vandaan vertrokken expedities naar Mexico en Florida. Ter verdediging van de baai werd bij de toegang Castillo de San Pedro de la Roca gebouwd. Tijdens de Spaans-Amerikaanse Oorlog lag hier een deel van de Spaans vloot onder bevel van vice-admiraal Pascual Cervera y Topete. Bij een uitbraakpoging op 3 juli 1898 werden alle schepen vernietigd door de Amerikaanse marine die de toegang tot de baai blokkeerden.  